# Ascalohybris ferruginea
Ascalohybris ferruginea är en insektsart som först beskrevs av Navás 1911.  Ascalohybris ferruginea ingår i släktet Ascalohybris och familjen fjärilsländor. Inga underarter finns listade i Catalogue of Life.